# Genius (canción)
«Genius» —en español: Genio— es una canción del grupo de música pop LSD. Escrita por Sia, Labrinth, Diplo y Jr Blender, y producida por los tres últimos con Gustave Rudman, la canción fue lanzada el 3 de mayo de 2018 como el primer sencillo y debut del grupo de su álbum de estudio debut, LSD (2019), acompañado de un video musical animado «psicodélico» dirigido por Ben Jones y arte de Gabriel Alcala. La canción impactó en las radios alternativas de EE. UU. El 19 de junio de 2018. En enero de 2019 se lanzó una versión remezclada de «Genius» con el rapero estadounidense Lil Wayne.
La canción aparece en el videojuego de EA Sports, FIFA 19.

## Composición
Stereogum dijo que la canción tiene una «producción ecléctica y vagamente caribeña». Dancing Astronaut describió la canción como «Labrinth y Sia intercambian versos sincopados sobre un ritmo hip-hop lite de Diplo característicamente pegadizo». Rolling Stone lo llamó «un drop synth-pop claramente de Diplo». Líricamente, la canción hace referencia a Albert Einstein, Galileo Galilei, Stephen Hawking e Isaac Newton.

## Video musical
Producida por la compañía Bento Box Entertainment, ilustrada por Gabriel Alcala y dirigida por Ben Jones (creador de The Problem Solverz y Stone Quackers), «Genius» es una caricatura animada surrealista, con influencias de un artista pop estadounidense, Peter Max y Heinz Edelmann, que diseñó para la película musical animada de The Beatles,  Yellow Submarine. Los personajes son caricaturas en 2D de colores audaces de miembros del LSD y animales antropomórficos. También se hace referencia a genios históricos como Steve Jobs y Leonardo da Vinci, representados como ratones humanoides (los ratones son un motivo recurrente en las animaciones de LSD). Las escenas siguen una historia psicodélica, no cronológica, ligeramente ligada a la letra, y animales simbólicos como tigres de tres ojos y ratones con apariencia humana están presentes a lo largo del video.

## Listado de canciones
- Descarga digital: Banx y Ranx Remixes[14]

1. «Genius» (Banx y Ranx Remix) - 2:57
2. «Genius» (Banx & Ranx Reggae Remix) - 3:14

- Descarga digital[15]

1. «Genius» (Lil Wayne Remix) (con Lil Wayne) - 2:42

## Personal
Créditos adaptados de Tidal.
- Diplo - producción, programación
- Labrinth - producción, ingeniería, programación
- Jr Blender - producción, programación
- Gustave Rudman - producción
- Manny Marroquin - ingeniería de mezclas
- Chris Galland - ingeniería de mezcla
- Randy Merrill - ingeniería maestra
- Bart Schoudel - ingeniería
- Luke Dimond - ingeniería
- Robin Florent - asistencia de ingeniería
- Scott Desmarais - asistencia de ingeniería

## Posicionamiento en listas
| Listas (2018–19)                          | Mejor posición |
| ----------------------------------------- | -------------- |
| Austria (Ö3 Austria Top 40)               | 66             |
| Canadá (Canadian Hot 100)                 | 75             |
| República Checa (Singles Digitál Top 100) | 54             |
| El Salvador (Monitor Latino)              | 17             |
| Alemania (Offizielle Deutsche Charts)     | 79             |
| Hungría (Single Top 40)                   | 38             |
| Hungría (Stream Top 40)                   | 10             |
| Israel (Media Forest)                     | 1              |
| Líbano (Lebanese Top 20)                  | 2              |
| Nueva Zelanda Heatseekers (RMNZ)          | 3              |
| Rumania (Airplay 100)                     | 52             |
| Eslovaquia (Singles Digitál Top 100)      | 36             |
| Suecia (Sverigetopplistan)                | 81             |
| Suiza (Schweizer Hitparade)               | 84             |
| Reino Unido (UK Singles Chart)            | 72             |

| Listas (2019)  | Posición |
| -------------- | -------- |
| Portugal (AFP) | 629      |

## Remix de Lil Wayne
«Genius» (Lil Wayne Remix), con el rapero estadounidense Lil Wayne, fue el primer remix oficial de «Genius». Fue lanzado el 17 de enero de 2019 por Columbia Records y apareció en el álbum de estudio debut del grupo de música pop LSD, LSD (2019).

### Video musical
El 17 de enero de 2019 se lanzó el video musical oficial de «Genius» (Lil Wayne Remix) en el canal oficial Vevo del grupo.

### Personal del remix
Créditos adaptados de Tidal.
- Lil Wayne - voz invitada, letra
- Sia Furler - letra, composición
- Timothy McKenzie - composición
- Philip Meckseper - composición
- Diplo - producción, programación, composición
- Labrinth - producción, ingeniería, programación
- Jr Blender - producción, programación
- Gustave Rudman - producción miscelánea
- Manny Galvez - ingeniería de grabación
- John Hanes - ingeniería de mezclas
- Serban Ghenea - ingeniería de mezclas
- Randy Merrill - ingeniería maestra
- Bart Schoudel - ingeniería
- Luke Dimond - ingeniería
- Robin Florent - asistencia de ingeniería
- Scott Desmarais - asistencia de ingeniería

- Discografía de Sia